# Патч-панель

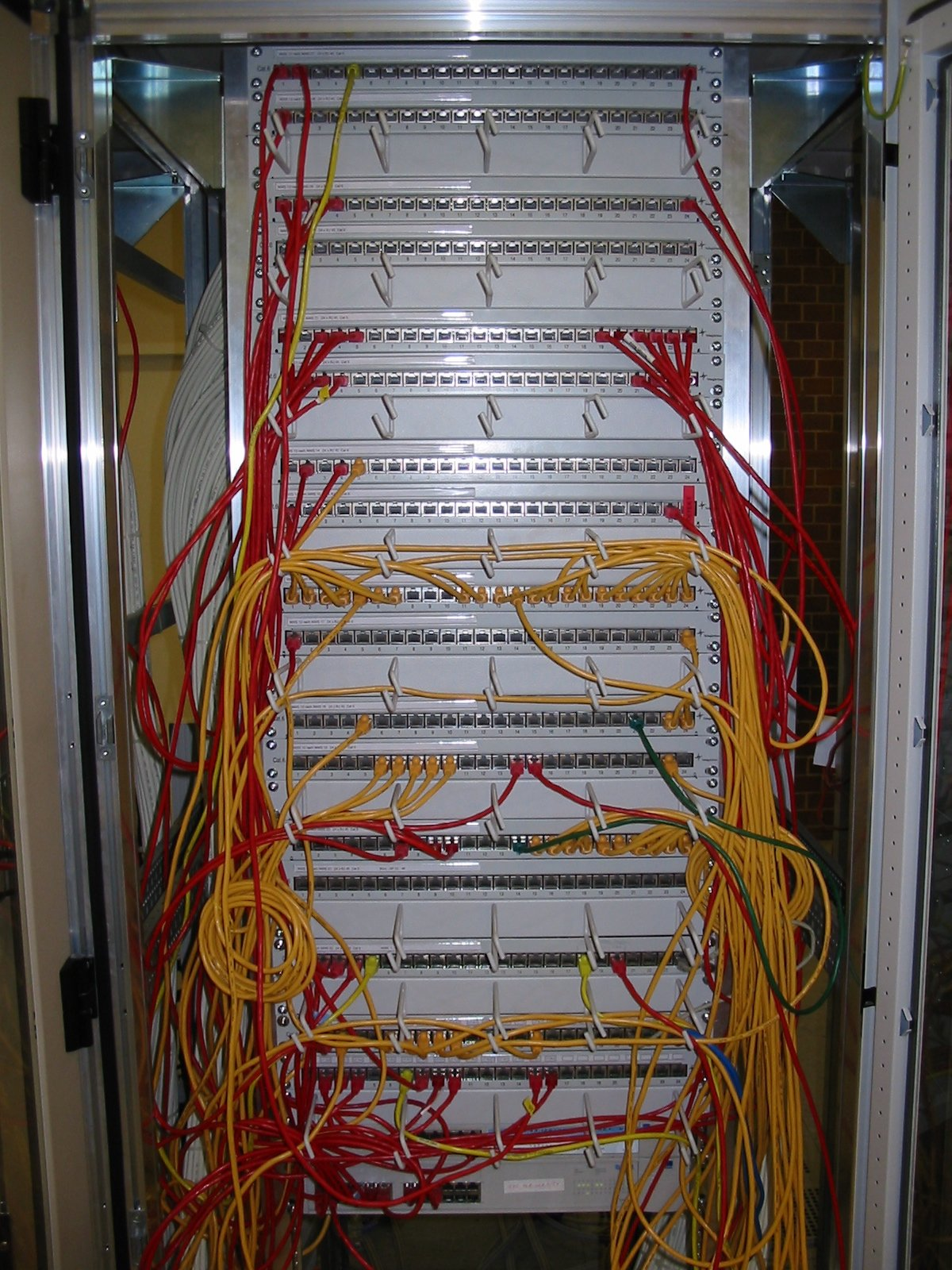
Патч-панель

Патч-пане́ль, також комутаційна панель — одна із складових частин структурованої кабельної системи (СКС).
Належить до пасивного мережевого устаткування, є панеллю з відповідних частин конекторів (розеток) RJ (45, 11, 12) з другого боку яких, так звані IDC (англ. Insulator Displacement Connector) — гніздо зі зсувом ізоляції, у які і забиваються інструментом 110 дроту витої пари багатожильних кабелів. Призначена для з'єднання вертикального і горизонтальних кабелів в СКС, а також просто для з'єднання відрізків багатожильних кабелів в єдине ціле і т. ін.